# Lista de monarcas da Sérvia
Esta é uma lista de monarcas sérvios.

## Dinastia de Blastímero
| Nome                 | Retrato | Reinado             | Notas | Ref. |
| -------------------- | ------- | ------------------- | ----- | ---- |
| Arconte Desconhecido |         | fl. 610/680         |       |      |
| Dervano              |         | fl. 631/632         |       |      |
| Venceslau            |         | c. 780–?            |       |      |
| Todóstlabo           |         | fl. 814–822         |       |      |
| Blastímero           |         | c. 830–851          |       |      |
| Estrímero            |         | c. 851 – anos 880   |       |      |
| Ginico               |         | c. 851– anos 880    |       |      |
| Mutímero             |         | c. 851–891          |       |      |
| Pribéstlabo          |         | c. 890/891- 891/892 |       |      |
| Pedro                |         | 892—917             |       |      |
| Paulo                |         | 917—921             |       |      |
| Zacarias             |         | 921—924             |       |      |
| Tzéstlabo            |         | 927—960             |       |      |
| Ticomiro             |         | 960–969             |       |      |

### Vojislavljević
A Casa de Vojislavljević reinou sobre as terras sérvias entre a década de 1050 e 1120.
- Estêvão Boístlabo (Stevan Vojislav) — fundador da dinastia Vojislavljević, rebelou-se contra o Império Bizantino em 1035 mas foi forçado a assinar um armistício; voltou à carga em 1040, que continuaria por seu filho Miguel. Além da Dóclea, seu reino incluía a Travúnia com Konavli e Zaclúmia.
- Miguel Boístlabo (Mihajlo Vojislavljević) (1050/1055-1080) - provavelmente recebeu o título de rei (e a coroa) do Papa Gregório VII
- Rei Constantino Bodino (1080-1101), filho de Miguel
- disputa dinástica entre Dobroslau (Dobroslav) e Vladimir, irmãos mais novos de Constantino, entre 1101 e 1114
- Rei Jorge (Đorđe) (1114-1118) - filho de Constantino

Jorge foi derrubado por Uresis I da Sérvia, e depois voltou ao poder na Dóclea entre 1125 e 1131, mas a linha principal dos Vojislavljević terminou com ele.

### Casa de Blucasino
Entre 1060 e 1166, o principal estado sérvio, a Ráscia, foi dominado por descendentes da Casa de Vojislavljević mencionada acima, mas o Império Bizantino controlava-a freqüentemente. Em 1118, a linhagem principal dos Vojislavljević foi extinta na Dóclea, e Uresis da Ráscia tomou o poder na Ráscia e na Dóclea, e os renomeou para Vukanović (Vukanovítch).
| # | Nome      |  | Início do governo | Fim do governo | Cognome(s) | Notas                           |
| - | --------- |  | ----------------- | -------------- | ---------- | ------------------------------- |
| 1 | Petrislau |  | 1060              | 1083           |            | Filho de Miguel.                |
| 2 | Volcano   |  | 1083              | 1115           |            |                                 |
| 3 | Uresis I  |  | 1115              | 1131           |            | Sobrinho de Volcano.            |
| 4 | Uresis II |  | 1140              | 1161           |            |                                 |
| 5 | Beluses   |  | 1162              | 1162           |            | Instalado por Manuel I Comneno. |
| 6 | Dessa     |  | 1162              | 1166           |            | Irmão de Uresis II.             |
| 7 | Ticomiro  |  | 1166              | 1166           |            |                                 |

Depois da revolta de Dessa, em 1165, o Império Bizantino dividiu as terras sérvias entre os quatro filhos de Zavida: Ticomiro na Ráscia, Estracimir na Dóclea, Miroslau na Zaclúmia e na Travúnia, e Estêvão Nêmania (Stefan Nemanja) na Toplica (atual Sérvia Central). Tihomir se rebelou contra Bizâncio, mas só teve o apoio de Estracimir.
Com ajuda bizantina, Estêvão Nêmania derrotou Tihomir e Estracimir e fundou a dinastia Nemânica (Nemanjić). Os descendentes de Miroslau permaneceram como zupanos da Zaclúmia e da Travúnia no período seguinte, enquanto Estêvão nomeou seu primogênito Volcano como soberano da Dóclea.

### Dinastia Nemânica

Árvore genealógica da Dinastia Nemânica (com os nomes em francês)

A dinastia Nemânica reinou sobre a Sérvia unificada entre 1166 e 1371, a partir de Estêvão Nêmania. Todos os reis sérvios seguintes acrescentaram o nome Estêvão antes de seus prenomes ao chegarem ao trono, como forma de homenageá-lo. Seu filho Estêvão I tornou-se o primeiro rei e por isso foi chamado de Prvovenčani, o primeiro coroado. O nome Estêvão deriva do grego Stéphanos, que significa "coroado com loUresis". Não há nenhum sistema consistente para a numeração dos monarcas sérvios medievais. Alguns reinaram com nomes compostos, como Estêvão Nêmania, Estêvão Radoslau, Estêvão Vladislau, Estêvão Uresis, entre outros. Enquanto Prvovenčani e Dečanski são epítetos, não nomes, a natureza exata de Dragutin e Milutin—nomes ou apelidos—é incerta. Entretanto, diferentemente dos nomes Nêmania, Radoslau, Vladislau, Uresis e até Dushan, eles nunca aparecem em fontes contemporâneas (da época). Assim, Prvovenčani e Dragutin são mais precisamente numerados simplesmente como Estêvão I e Estêvão II, já que eram seus únicos nomes oficiais.
| #  | Nome                       |                      | Início do governo      | Fim do governo         | Cognome(s)         | Notas                                                                                           |
| -- | -------------------------- | -------------------- | ---------------------- | ---------------------- | ------------------ | ----------------------------------------------------------------------------------------------- |
| 8  | Estêvão Nêmania            |                      | 1166                   | 1196                   |                    |                                                                                                 |
| 9  | Estêvão I Nemânica         |                      | 1196                   | 1202                   | O Primeiro Coroado | Governa pela primeira vez.                                                                      |
| 10 | Volcano II                 |                      | 1202                   | 1204                   |                    | Irmão de Estêvão II.                                                                            |
| 9  | Estêvão I Nemânica         |                      | 1204                   | 1228                   | O Primeiro Coroado | Governa pela segunda vez. Primeiro Rei da Sérvia.                                               |
| 10 | Estêvão II Radoslau        |                      | 1228                   | 1233                   |                    |                                                                                                 |
| 11 | Estêvão III Ladislau       |                      | 1233                   | 1243                   |                    | Irmão de Estêvão III.                                                                           |
| 12 | Estêvão Uresis I           |                      | 1243                   | 1276                   |                    | Irmão de Estêvão III e de Estêvão Vladislau I.                                                  |
| 13 | Estêvão IV Dragutino       |                      | 1276                   | 1316                   |                    |                                                                                                 |
| 14 | Estêvão Uresis II Milutino |                      | 1282                   | 29 de Outubro de 1321  |                    | Irmão de Estêvão IV                                                                             |
| 15 | Estêvão Ladislau II        |                      | 1316                   | 1325                   |                    | Filho de Estêvão IV. Rei na Sírmia.                                                             |
| 16 | Estêvão V Constantino      |                      | 29 de Outubro de 1321  | 1322                   |                    | Irmão de Estêvão Uresis III.                                                                    |
| 17 | Estêvão Uresis III         |                      | 1322                   | 11 de Novembro de 1331 |                    | Filho de Estêvão Uresis II Milutino.                                                            |
| 18 | Estêvão Uresis IV          |                      | 11 de Novembro de 1331 | 20 de Dezembro de 1355 | O Poderoso         | Filho de Estêvão Uresis III Decano. Imperador (czar) dos sérvios e dos gregos a partir de 1345. |
| 19 | Estêvão Uresis V           | Ficheiro:UresisV.jpg | 20 de Dezembro de 1355 | 4 de Dezembro de 1371  | O Fraco            |                                                                                                 |

#### Nemânica na Tessália
Simeão (Siniša) Uresis, filho de Estêvão Uresis III Decano de sua segunda esposa, Maria Paleóloga, reivindicou o título imperial em 1355, mas foi derrotado na Sérvia. Ele se retirou para a Tessália, de onde dominou grande parte do norte da Grécia em aliança com nobres sérvios. Ele e seu filho reinaram como imperador dos sérvios e dos gregos. Após a abdicação de João Uresis em 1373, a Tessália passou para as mãos dos Ângelos, que reconheceram a suserania bizantina.
- Simeão Uresis (1356 - c. 1370)
- João Uresis (Jovan) (c. 1370 - 1373) - filho de Simão, abdicou

#### Mrnjavčevići na Macedônia
O último imperador (czar) sérvio, Estêvão Uresis V, fez de Vucachin Mrniavcevic (Vukašin Mrnjavčević) rei em 1366. O título real sérvio sobreviveu sob sua família, mas de fato a autoridade destes reis ficou circunscrita pela nobreza local e confinada a partes da Macedônia central e oriental. O título também foi reivindicado por Tordácato I, descendente de Estêvão II Dragutino, a partir de 1377. Tordácato I usou os títulos Rei dos sérvios, da Bósnia, e do litoral desde de 1377 e Rei da Ráscia, Bósnia, Dalmácia, Croácia e do litoral desde 1390, mas morreu em 1391.
- Blucasino Demétrio (1366 - 1371)
- Príncipe Marco (Marko Kraljević) (1371 - 1395), filho de Vucachin

### Casa de Lazarević
A Sérvia propriamente dita ficou sob controle de Lázaro Hrebljanović, que se casara com Milica, uma descendente do filho mais velho de Estêvão Nêmania, Volcano. Os Lazarevići e seus sucessores, os Brankovići, reinaram como príncipes, mas eram freqüentemente tratados pelo Império Bizantino como déspotas, título garantido pelos últimos imperadores bizantinos aos aliados.
- Lázaro I Hrebljanović (1371-1389)
- Estêvão VI Lazarević (1389-1427), filho de Lázaro I

### Casa de Branković
- Jorge I Branković (Đurađ) (1427-1456), neto de Lázaro I
- Lázaro II Branković (1456-1458), filho de Jorge I
- Helena Maria (Jelena Marija) (1458-1459), filha de Lázaro II
- Estêvão VII Branković 1458-1459, filho de Jorge I, regente pela sobrinha
- Estêvão VIII Tomašević da Bósnia (1459), marido de Helena Maria; deposto

A Sérvia foi anexada pelo Império Otomano em 1459. Em 1471, um estado sérvio dependente foi estabelecido pelos húngaros no território da Voivodina e da Sírmia.
- Vuk Branković (1471-1485), neto de Jorge I
- Jorge II Branković também Đorđe Branković (1486-1496), filho de Estêvão Branković, abdicou
- João Branković (1496-1502), filho de Estêvão Branković

### Casa de Berislavić
- João Berislavić (Ivaniš Berislavić) (1504-1514), desposou a viúva de João Branković
- Estêvão Berislavić (Stjepan Berislavić) (1514-1521), deposto

Em 1521, esta jurisdição sérvia foi anexada pelos otomanos.

## Governantes dos estados sérvios modernos

### Líder Supremo da Primeira Rebelião Sérvia (1804-1813)
- Jorge Negro (Karađorđe Petrović) (15 de fevereiro de 1804 - 21 de setembro de 1813)

### Príncipes-regentes da Sérvia (1815-1882)

#### Dinastia Obrenović
- Milosh Obrenović I (21 de novembro de 1815 - 13 de junho de 1839)
- Milan Obrenović II (13 de junho de 1839 - 9 de julho de 1839)
- Miguel Obrenović III (17 de março de 1840-14 de setembro de 1842)

#### Dinastia Karađorđević
- Alexandre Karađorđević (14 de setembro de 1842 - 23 de dezembro de 1858)

#### Dinastia Obrenović
- Milosh Obrenović I (24 de dezembro de 1858 - 26 de setembro de 1860)
- Miguel Obrenović III (26 de setembro de 1860 - 10 de junho de 1868)
- Milan Obrenović IV (2 de julho de 1868 - 6 de março de 1882)

### Reis da Sérvia (1882-1918)

#### Dinastia Obrenović
- Milan I (6 de março de 1882 - 6 de março de 1889)
- Alexandre I (6 de março, 1889 - 11 de junho de 1903)

#### Dinastia Karađorđević
- Pedro I (15 de junho, 1903 - 1 de dezembro de 1918)

### Reis dos Sérvios, Croatas e Eslovenos (1918-1929)

#### Dinastia Karađorđević
- Pedro I (1 de dezembro de 1918 - 16 de agosto de 1921)
- Alexandre I (16 de agosto de 1921 - 3 de outubro de 1929)

### Reis da Iugoslávia (1929-1945)

#### Dinastia Karađorđević
- Alexandre I (3 de outubro de 1929 - 9 de outubro de 1934)
- Pedro II (9 de outubro de 1934 - 29 de novembro de 1945)

### Pretendentes ao trono iugoslavo
- Alexandre II Karadjordjevitch (3 de novembro de 1970 –)